# سمفونیک متال
سمفونیک متال (به انگلیسی: Symphonic metal) یا اپرا متال سبکی از هوی متال است که در آن از عناصر سمفونیک استفاده می‌شود. این عناصر شبیه همان عناصر سمفونیک کلاسیک اجرا می‌شوند. در واقع سمفونیک متال دو تعریف مجزا دارد؛ اولی همان تعریف اشاره شده یعنی یکی از زیر شاخه‌های هوی متال و دیگری نامی است که به دیگر زیر شاخه‌های متال داده شده‌است و گونه‌های‌های مختلف این زیر سبک‌ها را ترکیب می‌کند و این با استفاده از تأثیرگذاری خوانندگی یک خواننده زن و حال و هوایی اپرایی/کلاسیک انجام می‌پذیرد بطوری‌که قطعه موسیقی آفریده شده احساس سمفونیک بودن را به شنونده القا می‌کند.

## ویژگی‌های موسیقایی
سمفونیک متال با تعریف یک سبک، پایه و اساس موسیقی برگرفته از نمونه‌های اولیه گوتیک متال، پاور متال و موسیقی کلاسیک دارد.
گیتار و گیتار باس در این سبک به‌طور معمول از الگوهای گوتیک متال به وسیلهٔ ترکیب کردن دیگر سبک‌های گیتار در متال استفاده می‌کنند. معمولاً در این روش سبک‌ها آمیخته‌ای از پاور متال، دث متال، بلک متال و پروگرسیو متال را دربردارند البته گاهی عناصر راک هم به آن افزوده می‌شود. به‌طور نمونه سمفونیک متال با ترکیب عناصر سبک‌های نام برده شده و عناصر موسیقی کلاسیک، قطعاتی را خلق می‌کند که به شدت حال و هوای سمفونیکی دارد. گروه‌هایی که از عناصر راک استفاده می‌کنند معمولاً برداشت خیلی ساده‌ای از سبک را ارائه می‌دهند. آن‌ها با استفاده از ملودی‌هایی ساده و جذاب موسیقی دلخواه‌تر و همگانی‌تری را عرضه می‌کنند. اما عنصر دیگری که در این سبک وارد می‌شود استفاده هرچه بیشتر از ملودی‌ها و سولوهای نواخته شده توسط گیتار است. این عنصر حال و هوای آتشی‌تری به این سبک می‌دهد، البته باید گفته شود که این ویژگی از پاور متال الهام گرفته شده‌است.
کیبوردها نقش بسیار مهمی را در سمفونیک متال بازی می‌کنند و در واقع نقش کیبورد را می‌توان نقطه کانونی موسیقی این سبک دانست. هنگامی که دیگر سازها قطعاتی نسبتاً ساده را می‌نوازند این کیبورد است که قطعات پیچیده‌تر و تکنیکی‌تر را می‌نوازد. در هر سبک شناخته‌شده‌ای که مربوط به سمفونیک متال باشد، تنها کیبوردها هستند که برای نواختن قطعات کلاسیک یک آهنگ استفاده می‌شوند. این ساز توانایی پوشش دادن تمام فرم‌های موسیقی کلاسیک را دارد. بعضی مواقع در هنگام اجراهای زنده شاهد آن هستیم که گروه‌ها تمایل دارند به‌جای استفاده از سمپل‌های دیجیتالی کیبورد، از ارکستر و سازهای واقعی بهره ببرند.
حال و هوای موسیقی در این سبک بسته به خود قطعه موسیقی دارد، اگرچه حتی آهنگ‌هایی که حال و هوایی بیمارگون و دهشتناک دارند در نهایت حس خوبی را به شنونده القا می‌کنند. جو و حال و هوای موسیقی در این سبک کاملاً از نحوه اجرای کیبورد و دیگر سازهایی که از کیبورد تقلید می‌کنند مشخص می‌شود.
اشعار استفاده شده در این سبک از موضوعات بسیاری بهره می‌برند. معمولاً اشعار در این سبک موضوعاتی از اشعار سبک پاور متال را به عاریه می‌گیرند. اشعار در سمفونیک متال مانند آنچه در گوتیک متال اتفاق می‌افتد برای تهیهٔ آلبوم‌های مفهومی مرتب می‌شوند.
گروه‌های سمفونیک متال در قسمت خواننده معمولاً از یک خواننده زن بهره می‌برند تا بتوانند از توانایی آن‌ها در اجرای قطعه‌های آوازی سوپرانو بهره ببرند. در بعضی گروه‌ها هم شاهد آن هستیم که به شیوهٔ هنرمندان گوتیک متال از خواننده هم‌خوان مرد برای اجرای بک وکال استفاده می‌کند. گروه‌هایی که از خواننده مرد استفاده می‌کنند ناخواسته وارد سبک سمفونیک پاور متال می‌شوند.